# I. e. 280
Évszázadok: i. e. 4. század – i. e. 3. század – i. e. 2. század
Évtizedek: i. e. 330-as évek – i. e. 320-as évek – i. e. 310-es évek – i. e. 300-as évek – i. e. 290-es évek – i. e. 280-as évek – i. e. 270-es évek – i. e. 260-as évek – i. e. 250-es évek – i. e. 240-es évek – i. e. 230-as évek
Évek: i. e. 285 – i. e. 284 – i. e. 283 – i. e. 282 –  i. e. 281 – i. e. 280 – i. e. 279 – i. e. 278 – i. e. 277 – i. e. 276 – i. e. 275

## Események

### Hellenisztikus birodalmak
- Antiokhosz, a Szeleukida Birodalom királya legidősebb fiát, Szeleukoszt nevezi ki az országi keleti tartományainak kormányzójául, de ő inkompetensnek bizonyul.
- Az országszerte kirobbanó lázadások miatt Antiokhosz kénytelen kiegyezni apja gyilkosával, Ptolemaiosz Keraunosszal és egyelőre feladja Trákiát és Makedóniát illető igényeit. Nem boldogul a Kappadókiát uraló perzsa dinasztiákkal sem.
- Az egyiptomi II. Ptolemaiosz legyőzi Antiokhosz erőit Szíriában, valamint megszállja Kis-Ázsia délnyugati vidékeit is.
- Pürrhosz szövetséget köt Ptolemaiosz Keraunosszal, hogy biztonságban tudja országát, míg Dél-Itáliában harcol.
- Az észak-peloponnészoszi városok újjáalakítják az Akháj Szövetséget. A szövetség közös pénzt bocsát ki, összehangolják külpolitikájukat és egyesítik fegyveres erőiket.
- Elkészül a rodoszi Kolosszus, a világ hét csodájának egyike.

### Itália
- Rómában Publius Valerius Laevinust és Tiberius Coruncaniust választják consulnak.
- I. Pürrhosz épeiroszi király, mintegy húszezres seregével átkel Dél-Itáliába[1] és a heracleai csatában - nem kis mértékben harci elefántjainak segítségével - megveri a Laevinus vezette rómaiakat. Csatlakoznak hozzá a lucanusok, bruttiusok és messapianusok, valamint Krotón és Locri görög városok.
- A rómaiak Caius Fabricius Luscinust küldik követségbe Pürrhoszhoz, hogy tárgyaljon a hadifoglyok szabadon engedéséről. Pürrhoszra mély benyomást tesz Fabricius erkölcsi szilárdsága (visszautasítja a megvesztegetési próbálkozást, nem retten meg a harci elefánttól) és váltságdíj nélkül elengedi a foglyokat. A rómaiak, hogy ne legyenek Pürrhosz adósai, maguk is elengedik az addig elfogott szamniszokat és tarentumiakat.
- Pürrhosz északra nyomul és 300 sztadionra (kb. 50 km) megközelíti Rómát, de nem érzi magát elég erősnek a város megostromlásához.

## Születések
- Han Fej-ce, kínai filozófus
- Li Sze, kínai filozófus, politikus, az első és második kínai császár főminisztere
- Büzantioni Philón, görög mérnök, fizikus

## Halálozások
- Phaléroni Démétriosz, görög filozófus, Athén kormányzója
- Hérophilosz, görög orvos, anatómus

## Fordítás
- Ez a szócikk részben vagy egészben  a(z)   280 BC című angol Wikipédia-szócikk ezen változatának fordításán alapul.  Az eredeti cikk szerkesztőit annak laptörténete sorolja fel. Ez a jelzés csupán a megfogalmazás eredetét és a szerzői jogokat jelzi, nem szolgál a cikkben szereplő információk forrásmegjelöléseként.